# Urozelotes kabenge
Urozelotes kabenge är en spindelart som beskrevs av FitzPatrick 2005. Urozelotes kabenge ingår i släktet Urozelotes och familjen plattbuksspindlar.
Artens utbredningsområde är Zambia. Inga underarter finns listade i Catalogue of Life.